# Asienspiele 2014/Kanu
Bei den Asienspielen 2014 in Incheon, Südkorea wurden vom 27. September bis 2. Oktober 2014 12 Wettbewerbe im Kanurennsport und 4 im Kanuslalom ausgetragen.

## Kanurennsport

### Herren

#### K1, 200 m
| Platz | Land | Athlet           |
| ----- | ---- | ---------------- |
| 1     | KOR  | Cho Gwang-hee    |
| 2     | UZB  | Ernest Irnazarov |
| 3     | JPN  | Seiji Komatsu    |

Das Finale wurde am 29. September ausgetragen.

#### K1, 1000 m
| Platz | Land | Athlet              |
| ----- | ---- | ------------------- |
| 1     | UZB  | Alexey Mochalov     |
| 2     | IRI  | Ahmad Reza Talebian |
| 3     | KAZ  | Yuriy Berezintsev   |

Das Finale wurde am 29. September ausgetragen.

#### K2, 200 m
| Platz | Land | Athlet                               |
| ----- | ---- | ------------------------------------ |
| 1     | JPN  | Momotarō Matsushita Hiroki Fujishima |
| 2     | KAZ  | Jewgeni Alexejew Alexei Dergunow     |
| 3     | CHN  | Zong Meng Chu Youyong                |

Das Finale wurde am 29. September ausgetragen.

#### K2, 1000 m
| Platz | Land | Athlet                                  |
| ----- | ---- | --------------------------------------- |
| 1     | KAZ  | Jewgeni Alexejew Alexei Dergunow        |
| 2     | IRI  | Ali Aghamirzaeijenaghrad Saeid Fazloula |
| 3     | CHN  | Li Zhenyu Sun Xinchang                  |

Das Finale wurde am 29. September ausgetragen.

#### K4, 1000 m
| Platz | Land | Athlet                                                                   |
| ----- | ---- | ------------------------------------------------------------------------ |
| 1     | KAZ  | Ilja Golendow Daulet Sultanbekow Andrei Jergutschow Alexander Jemeljanow |
| 2     | CHN  | Zhuang Shuibin Li Guiqiang Wu Xiaojun Zhao Rong                          |
| 3     | UZB  | Sergey Borzov Vyachelsav Gorn Alexey Mochalov Aleksandr Tropin           |

Das Finale wurde am 29. September ausgetragen.

#### C1, 200 m
| Platz | Land | Athlet                 |
| ----- | ---- | ---------------------- |
| 1     | CHN  | Li Qiang               |
| 2     | JPN  | Naoya Sakamoto         |
| 3     | IRI  | Adel Mojallalimoghadam |

Das Finale wurde am 29. September ausgetragen.

#### C1, 1000 m
| Platz | Land | Athlet            |
| ----- | ---- | ----------------- |
| 1     | UZB  | Vadim Menkov      |
| 2     | KAZ  | Sergei Jemeljanow |
| 3     | CHN  | Wang Longkui      |

Das Finale wurde am 29. September ausgetragen.

#### C2, 1000 m
| Platz | Land | Athlet                                |
| ----- | ---- | ------------------------------------- |
| 1     | KAZ  | Michail Jemeljanow Timofei Jemeljanow |
| 2     | CHN  | Zheng Pengfei Wang Riwei              |
| 3     | JPN  | Seiji Komatsu Serik Mirbekov          |

Das Finale wurde am 29. September ausgetragen.

### Damen

#### K1, 200 m
| Platz | Land | Athlet        |
| ----- | ---- | ------------- |
| 1     | KAZ  | Inna Klinowa  |
| 2     | CHN  | Zhou Yu       |
| 3     | IRI  | Arezoo Hakimi |

Das Finale wurde am 29. September ausgetragen.

#### K1, 500 m
| Platz | Land | Athlet            |
| ----- | ---- | ----------------- |
| 1     | CHN  | Zhou Yu           |
| 2     | KAZ  | Natalja Sergejewa |
| 3     | KOR  | Lee Sun-ja        |

Das Finale wurde am 29. September ausgetragen.

#### K2, 500 m
| Platz | Land | Athlet                              |
| ----- | ---- | ----------------------------------- |
| 1     | KAZ  | Natalja Sergejewa Irina Podoinikowa |
| 2     | CHN  | Ren Wenjun Ma Qing                  |
| 3     | JPN  | Asumi Ōhmura Shiho Kakizaki         |

Das Finale wurde am 29. September ausgetragen.

#### K4, 500 m
| Platz | Land | Athlet                                                                        |
| ----- | ---- | ----------------------------------------------------------------------------- |
| 1     | CHN  | Ren Wenjun Huang Jieyi Ma Qing Liu Haiping                                    |
| 2     | KOR  | Lee Min Lee Sun-ja Lee Hye-ran Kim You-jin                                    |
| 3     | KAZ  | Yekaterina Kaltenberger Kristina Absinskaya Zoya Ananchenko Irina Podoinikowa |

Das Finale wurde am 29. September ausgetragen.

## Kanuslalom

### Herren

#### K1
| Platz | Land | Athlet        |
| ----- | ---- | ------------- |
| 1     | JPN  | Kazuya Adachi |
| 2     | TPE  | Pan Hung Ming |
| 3     | CHN  | Yuan Tao      |

Das Finale wurde am 2. Oktober ausgetragen.

#### C1
| Platz | Land | Athlet          |
| ----- | ---- | --------------- |
| 1     | JPN  | Takuya Haneda   |
| 2     | TPE  | Chang Yun Chuan |
| 3     | CHN  | Wang Xiaodong   |

Das Finale wurde am 2. Oktober ausgetragen.

### Damen

#### K1
| Platz | Land | Athlet        |
| ----- | ---- | ------------- |
| 1     | CHN  | Li Tong       |
| 2     | TPE  | Chang Chu Han |
| 3     | JPN  | Aki Yazawa    |

Das Finale wurde am 2. Oktober ausgetragen.

#### C1
| Platz | Land | Athlet       |
| ----- | ---- | ------------ |
| 1     | CHN  | Cen Nanqin   |
| 2     | TPE  | Chen Wei Han |
| 3     | IRI  | Sonia Gomari |

Das Finale wurde am 2. Oktober ausgetragen.

## Medaillenspiegel
| Platz  | Land                | Gold | Silber | Bronze | Gesamt |
| ------ | ------------------- | ---- | ------ | ------ | ------ |
| 1      | Volksrepublik China | 5    | 4      | 5      | 14     |
| 2      | Kasachstan          | 5    | 3      | 2      | 10     |
| 3      | Japan               | 3    | 1      | 3      | 7      |
| 4      | Usbekistan          | 2    | 1      | 2      | 5      |
| 5      | Südkorea            | 1    | 1      | 1      | 3      |
| 6      | Chinesisch Taipeh   | -    | 4      | -      | 4      |
| 7      | Iran                | -    | 2      | 3      | 5      |
| Gesamt | Gesamt              | 16   | 16     | 16     | 48     |